# یولیا یفیموا
یولیا یفیموا (به انگلیسی: Yuliya Yefimova) (زادهٔ ۳ آوریل ۱۹۹۲) شناگر اهل روسیه است.